# Wouter Crabeth

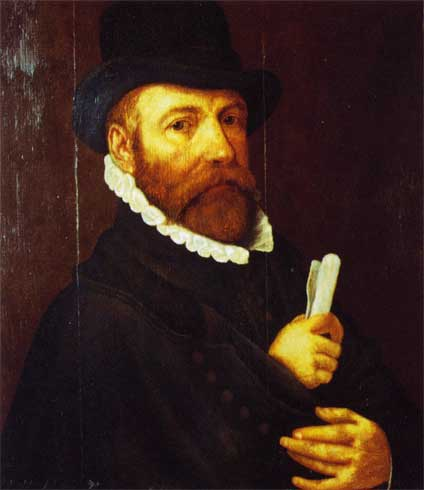
Wouter Crabeth

Wouter Crabeth (* um 1520 in Gouda; † 1589 in Gouda) war ein bedeutender niederländischer Glasmaler seiner Zeit.

## Leben
Wouter Crabeth war ein Mitglied der bekannten Maler- und Glasmaler-Familie Crabeth. Sein genaues Geburtsdatum ist nicht bekannt und wurde aus anderen Lebensdaten rekonstruiert. Er war ein Sohn von Pieter Crepel (Crippled Peter) Crabeth und ist der etwa 15 Jahre jüngere Bruder des Glasmalers Dirck Crabeth. Vieles aus seinen ersten Lebensjahren ist unbekannt. Er wird erstmals in den Akten des städtischen Archives 1542 im Zusammenhang mit dem Verkauf des Hauses seines Vaters erwähnt. Er heiratete (wahrscheinlich vor 1560) Neeltje, die Tochter von Govert van Proyen und Clara Dircxdr. de Vrije. Das geht aus einer Aufzeichnung im Kirchen-Archiv vom 1. September 1560 hervor, die besagte: „ein Kind von Wouter Pietersz., Glasmaler, wurde beerdigt“. Wouters Sohn Pieter, der später wichtige Positionen in der Stadtverwaltung einnahm, wurde etwa 1568 geboren. 1564 kaufte er ein Haus auf der Rückseite des sogenannten Vismarktes, in dem er offensichtlich bis zu seinem Tod lebte.
Wouter wird im Zusammenhang mit den Glasfenstern in der die Sint Janskerk in Gouda erstmals 1559 erwähnt. Was er vorher getan hat, bleibt bisher unbekannt. Er könnte sich in Italien aufgehalten und dort als Glasmaler gearbeitet haben. Dazu gibt es allerdings keine gesicherten Informationen. Gesichert ist, dass er sein erstes Glasfenster für die Sint Janskerk im Jahre 1562 ausführte. Dieses Werk zeigt tatsächlich eine Vertrautheit mit der italienischen und Antwerpener Tradition, die es nahelegen, dass er dort gelebt und gelernt hat. Eine Überlieferung besagt, dass der Wettbewerb zwischen den Brüdern Dirck und Wouter so erbittert geführt wurde, dass sie ihre Werke verhüllten, wenn der eine in die Werkstatt des anderen kam. Andererseits ist aber bekannt, dass beide sich unterstützten und künstlerische Arbeiten füreinander ausführten. In der Zeit von 1559 bis 1567 schuf er vier monumentale Glasfenster für die Sint Janskerk in Gouda. Von 1570 bis zu seinem Tod 1589 wird er regelmäßig zusammen mit Glaser Jan Woutersz. bezüglich der Erhaltung der Fenster genannt. Außer den Fenstern, die er für die Kirche in Gouda geschaffen hat, werden ihm Entwürfe für Fenster in Braunschweig (ca. 1560) und Paris (1567) zugeschrieben. Nach dem Tod seines Bruders Dirck 1574 übernahm er die Funktion des städtischen Bauzeichners (town draftsman), die vor seinem Bruder bereits sein Vater innehatte.

## Werke
- Braunschweig
  - Entwurf eines Fensters, The gathering of the manna, ca. 1560
- Gouda, Sint Janskerk
  - Die Königin von Scheba besucht Salomo, 1561
  - Das Opfer des Elias – Die Fusswaschung, 1562
  - Die Geburt Jesu, 1564
  - Die Bestrafung vom Tempelräuber Heliodorus, 1566
- Paris, Ecole des Beaux-Arts
  - Entwurf eines Fensters, Supper at Bethany, 1567
- Schoonhoven
  - Fenster, Titel und Jahr unbekannt

## Galerie

Glasfenster von Wouter Crabeth in der Sint Janskerk in Gouda
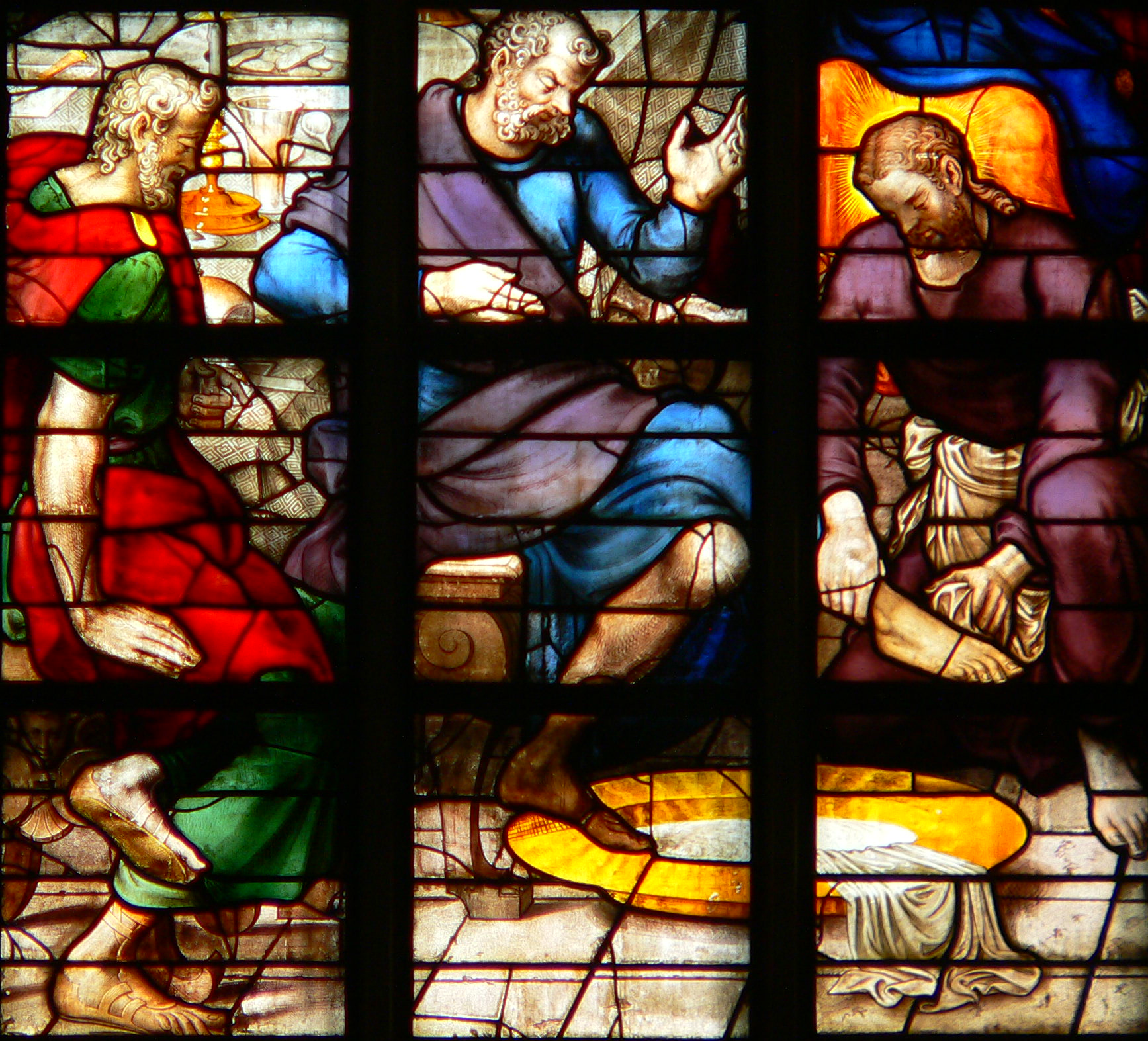
Die Fußwaschung, 1562
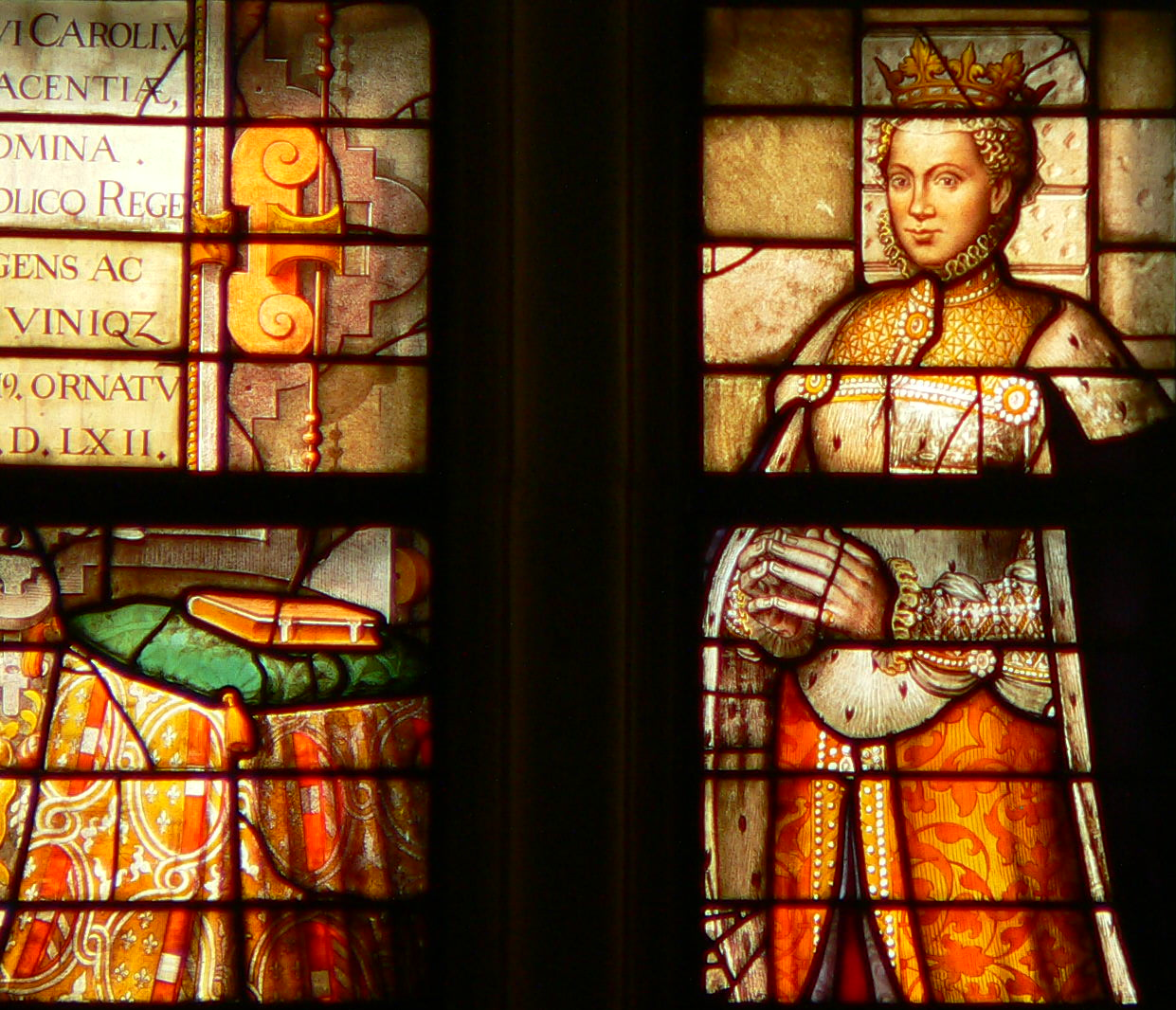
Fenster 23 Detail: Margarethe von Parma, 1562
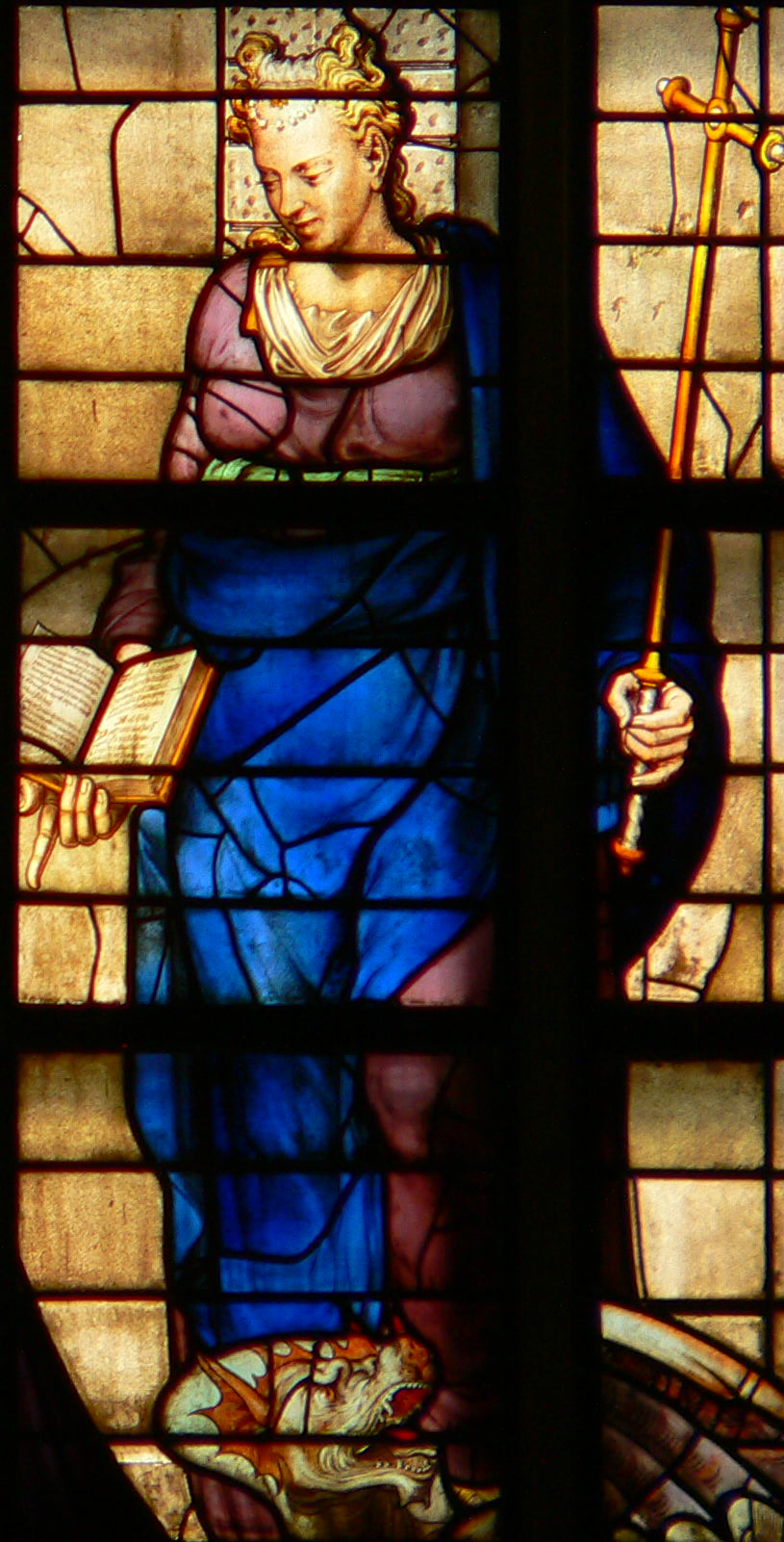
Fenster 23 Detail: Margareta von Antiochia, 1562
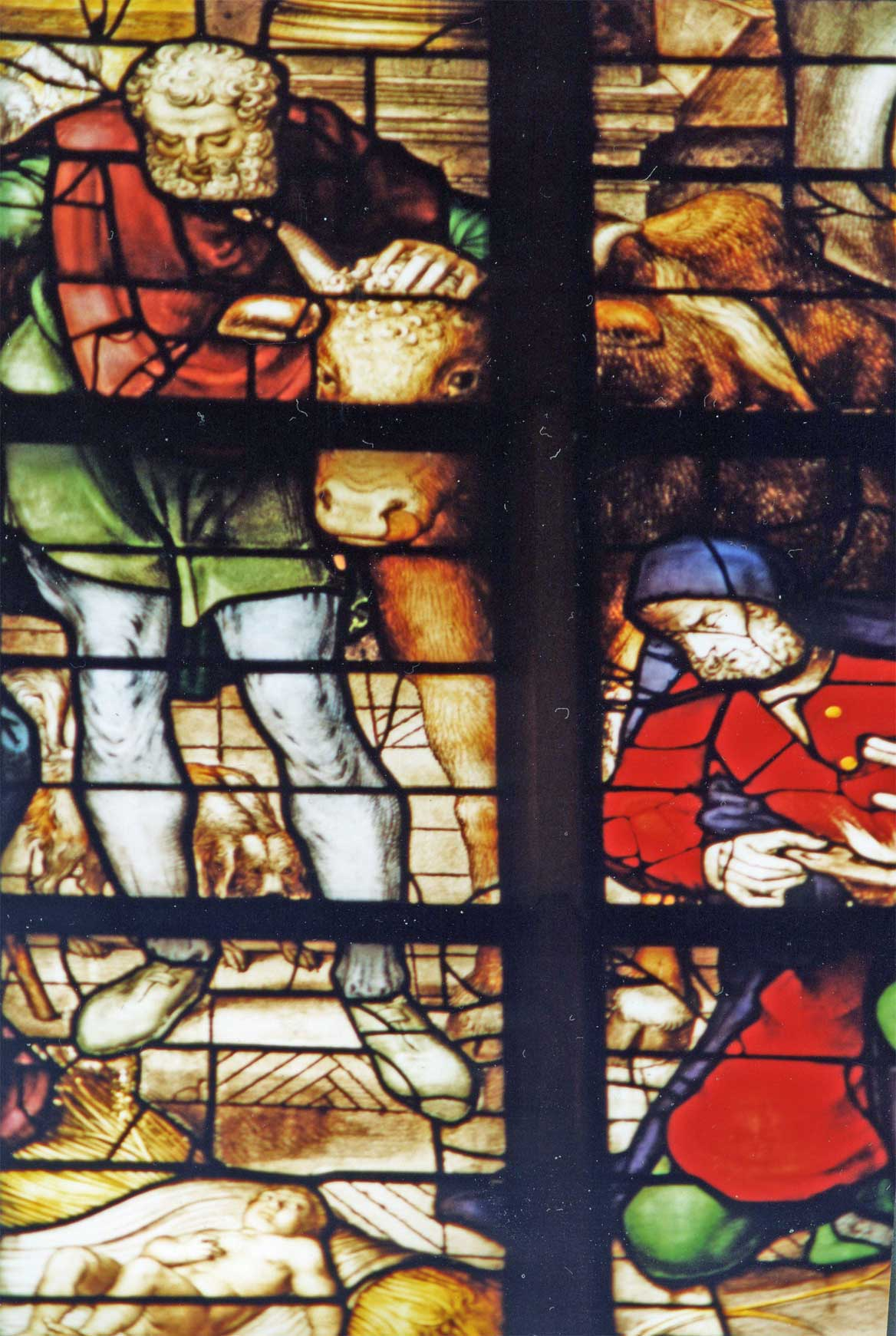
Die Geburt Jesu, 1564